# كوهلة الثانية (سلطان أباد)
كوهلة الثانية (بالفارسية: کهله دو) هي منطقة سكنية تقع في إيران في قسم سلطان أباد الريفي. يقدر عدد سكانها بـ 273 نسمة بحسب إحصاء 2016.